# El mago de los sueños
El màgic dels somnis (en castellà: El mago de los sueños) és una pel·lícula espanyola d'animació tradicional de 1966 protagonitzada per la familia Telerín, personatges animats creats pels germans Santiago i José Luis Moro Escalona. El llargmetratge va ser realitzat per Francesc Macián i Blasco als seus estudis de Barcelona, qui va obtenir dels germans Moro l'autorització per a utilitzar els seus personatges. Ha estat doblada al català.

## Argument
El film està basat en contes de Hans Christian Andersen i en Polzet i presenta per primera vegada al personatge anomenat el Mag dels Somnis, una espècie de follet amb ulleres la tasca principal del qual és vèncer Don Coco Quitasueños i aconseguir que els nens s'adormin i poder explicar-los un somni. Cadascun dels nens de la familia Telerín té un somni que intenta deixar un missatge a l'espectador infantil. Les històries comencen amb el somni de Cuquín, el més petit dels Telerines i finalitza amb el somni de Colitas.

## Producció
La pel·lícula compta amb melodies interpretades per "Los 3 Sudamericanos", Teresa María, Andy Russell, Tito Mora i el cantant italià Ennio Sangiusto.
En l'equip d'animació van treballar el català Jordi Gin, que anys després seria director artístic del setmanari d'humor El Jueves i el xilè Vicar (Víctor Arriagada Ríos), que posteriorment treballaria per a Disney com a dibuixant d'historietes de l'Ànec Donald. En el seu moment fou considerada una de les millors pel·lícules d'animació fetes a Espanya. Però malgrat l'èxit de crítica i de taquilla (va recaptar aleshores 17 milions de pessetes), va mancar la promoció exterior i no va tenir continuïtat.

## Personatges principals
- El Mago de los Sueños
- Ring ring
- Cuquín
- Cleo
- Tete
- Pelusín
- Colitas
- Maripí
- Don Coco Quitasueños

## La banda sonora
Estructurats i dirigits pel mestre Josep Solà i Sànchez, els temes musicals del LP "El Mago de los Sueños" (Belter 22.064) són:
Cara A
1. Vamos a la cama
2. Soñarás (interpretada per Andy Russell)
3. Soy el Mago de los Sueños (interpretada per Andy Russell)
4. El twist de Cuquín
5. Cuento de la Caperucita
6. Colitas y el circo

Cara B
1. Tete Hood
2. Pelusín y la moneda
3. El guau de Maripí
4. Cleo y el marcianito (interpretada per "Los 4 de la Torre" i Teresa María)
5. Vamos a la cama

## Premis
Va rebre el premi a la millor pel·lícula infantil en l'11a edició dels Premis Sant Jordi de Cinematografia i el premi al millor assoliment tècnic del Sindicat Nacional de l'Espectacle.